# Souq Ahras
Souq Ahras (auch Souk Ahras oder Souk-Ahras; arabisch سوق أهراس, DMG Sūq Ahrās, tamazight ⵙⵓⵇⴻⵀⵔⴰⵙ Suqehras, während der französischen Kolonialzeit auch Soukarras) ist eine Stadt im Nordosten Algeriens mit heute knapp 150.000 Einwohnern. Sie ist Hauptstadt der gleichnamigen Provinz und liegt in der nordafrikanischen Landschaft Numidien.

## Geschichte
Unter punischer und später römischer Herrschaft war ihr Name Tagaste (auch Thagaste). Plinius der Ältere, ein römischer Gelehrter aus dem 1. Jahrhundert, und das Itinerarium Antonini erwähnen Tagaste; allerdings ist kaum etwas über die Geschichte der Stadt im Altertum bekannt.
Bekannt ist die Stadt Tagaste als Geburtsort des von der römisch-katholischen Kirche heiliggesprochenen Kirchenlehrers und Philosophen Augustinus von Hippo. Ferner ist die Stadt heute ein Titularbistum der katholischen Kirche, das Titularbistum Thagaste.
1871 führte Mohamed El Keblouti den Widerstand gegen die französische Eroberung in der Region an. Im Juni 1881 erreichte die Bahnstrecke von Bouchegouf die Stadt, sodass eine Verbindung nach dem Hafen in Annaba entstand.
Im Algerienkrieg wurden im März und April 1958 800 Unabhängigkeitskämpfer in Souq Ahras getötet.

## Söhne und Töchter der Stadt
- Laurent Casanova (1906–1972), französischer Politiker, Mitglied der Nationalversammlung und Mitglied der Résistance
- Charles Pellat (1914–1992), französischer Arabist und Lexikograph
- Taoufik Makhloufi (* 1988), algerischer Mittel- und Langstreckenläufer